# Filandón (Catalá)
Filandón es un cuadro del pintor y director del Museo del Prado Luis Álvarez Catalá, realizado en 1872, que se encuentra en el Museo de Bellas Artes de Asturias de Oviedo, España.

## El tema
El pintor madrileño aprovecha sus raíces asturianas para reflejar un ejemplo del costumbrismo rural de su patria familiar. Catalá representa el filandón, una reunión que se realizaba en zonas de Asturias o León, por las noches al acabar la cena, en la que se narraban cuentos en voz alta mientras se trabajaba en labores manuales, generalmente de índole textil. Alrededor del fuego del hogar, se desarrolla el acontecimiento con los participantes sentados en escaños o bancadas.

## Descripción de la obra
El pintor, autorretratado en la escena, situada en la localidad de Monasterio de Hermo, cerca de la asturiana Cangas de Narcea, lugar de origen de su familia, participa de la reunión que da nombre a la obra.